# ريد هوفمان
ريد جاريت هوفمان (من مواليد 5 أغسطس 1967) هو رائد أعمال أمريكي على الإنترنت ومستثمر ومذيع ومؤلف. وهو المؤسس المشارك والرئيس التنفيذي لشركة لينكد إن، وهي شبكة اجتماعية موجهة للأعمال تستخدم في المقام الأول للتواصل المهني. وهو حاليًا شريك في شركة رأس المال الاستثماري جريلوك بارتنرز [الإنجليزية] ومؤسس مشارك لشركة إنفيكشن أيه آي [الإنجليزية].

## نشأته وتعليمه
ولد هوفمان في بالو ألتو في ولاية كاليفورنيا. أمه ديانا روث وأبوه ويليام باركر هوفمان، نشأ في مدينة بيركلي بولاية كاليفورنيا. درس الثانوية في مدرسة بتني حيث زرع القيقب وقاد الثيران ودرس نظرية المعرفة، نال منحة مارشال الدراسية وحصل على درجة البكالوريوس في النظم الرمزية والعلوم المعرفية، وتخرج من جامعة ستانفورد سنة 1990. وتابع مشواره الدراسي بالحصول على درجة الماجستير في الفلسفة من كلية وولفسون في جامعة أكسفورد سنة 1993.

## مهنته

### في السنوات الأولى
حين كان في الكلية، أراد أن يؤثر على العالم على نطاق واسع، ورأى في الأكاديمية فرصة ليحقق هذا الأثر، ولكنه أدرك لاحقا أن تنظيم المشاريع سيزوده بمنهاج عمل اقوى. فقد صرح هوفمان مرة قائلا:
«حين تخرجت من ستانفورد كنت أخطط لأن أصبح بروفيسورا ومفكرا، ولست أقول هذا اقتباسا من كانط، بل أقول أني أحمل العدسات التي أنظر من خلالها للمجتمع وأسأل نفسي: من نحن؟ ومن يجب أن نكون كأفراد وكمجتمع؟ وأدركت أن الأكاديمين قد ينشرون كتبا يقرأها 50 أو 60 شخصا وأنا أردت أثرا أكبر».
مع أخذ هذا في الاعتبار، سلك هوفمان طريقه في الأعمال والاستثمار، فقد عمل في شركة أبل سنة 1994 واشتغل في ال أي وورلد (بالإنجليزية eWorld) وهي من المحاولات الأولى لبناء شبكة تواصل اجتماعي. ثم تملكت شركة إيه أو إل (AOL) أي وورلد سنة 1996، فانتقل هوفمان للعمل مع شركة فوجيتسو قبل أن يؤسس شركته وهي سوشيال نت دوت كوم (SocialNet.com) سنة 1997. وكانت الفكرة منه هي التعارف والتقاء الناس ذووا الاهتمامات المشتركة. مثل لاعبي الغولف الذين يبحثون عن شركاء في الحي المجاور لهم. قال بيتر ثييل أن سوشيال نت دوت كوم «كان بكل ما تحمل الكلمة من معنى فكرة لم يحن أوانها. فقد بقي موقع تواصل اجتماعي لمدة سبع أو ثماني سنوات قبل أن يصبح الرائد بين الناس».

### باي بال
حين كان لا يزال يعمل على سوشيال نت، كان هوفمان قد أصبح عضوا في مجلس إدارة باي بال، وهو موقع يتيح خدمة تحويل المال إلكترونيا. في كانون الثاني سنة 2000، ترك العمل على سوشيال نت وانضم لباي بال ليعمل بدوام كامل بمنصب الرئيس التنفيذي للعمليات. وقالت الن بلو – التي وظفها هوفمان في باي بال:
«كان على باي بال أن تنقب عن كل ميزاتها وقد أصبح ريد خبيرا في أن ينافس بفاعلية في ظل بيئة تنافسية شديدة».
كان هوفمان مسؤولا عن جميع العلاقات الخارجية لباي بال، بما في ذلك البنية التحتية للمدفوعات (كالفيزا والماستر كارد وايه سي اتش وويلزفارجو)، وبما يتعلق بتطوير الأعمال (مثل ايباي وانشوت وغيرها)، ومع الحكومة التنظيمية والقضائية والقانونية.
قال بيتر ثييل وهو رئيس هوفمان في باي بال أن هوفمان «كان الشخص الذي يحل المشاكل في باي بال لدرجة أنه ينشغل عن وظيفته الأساسية بسبب كثرة مشاكل العمل».وقد وصل هوفمان إلى منصب نائب الرئيس التنفيذي في الوقت الذي اشترت فيه ايباي باي بال بمبلغ واحد ونصف بليون دولار سنة 2002. 

### لينكد إن

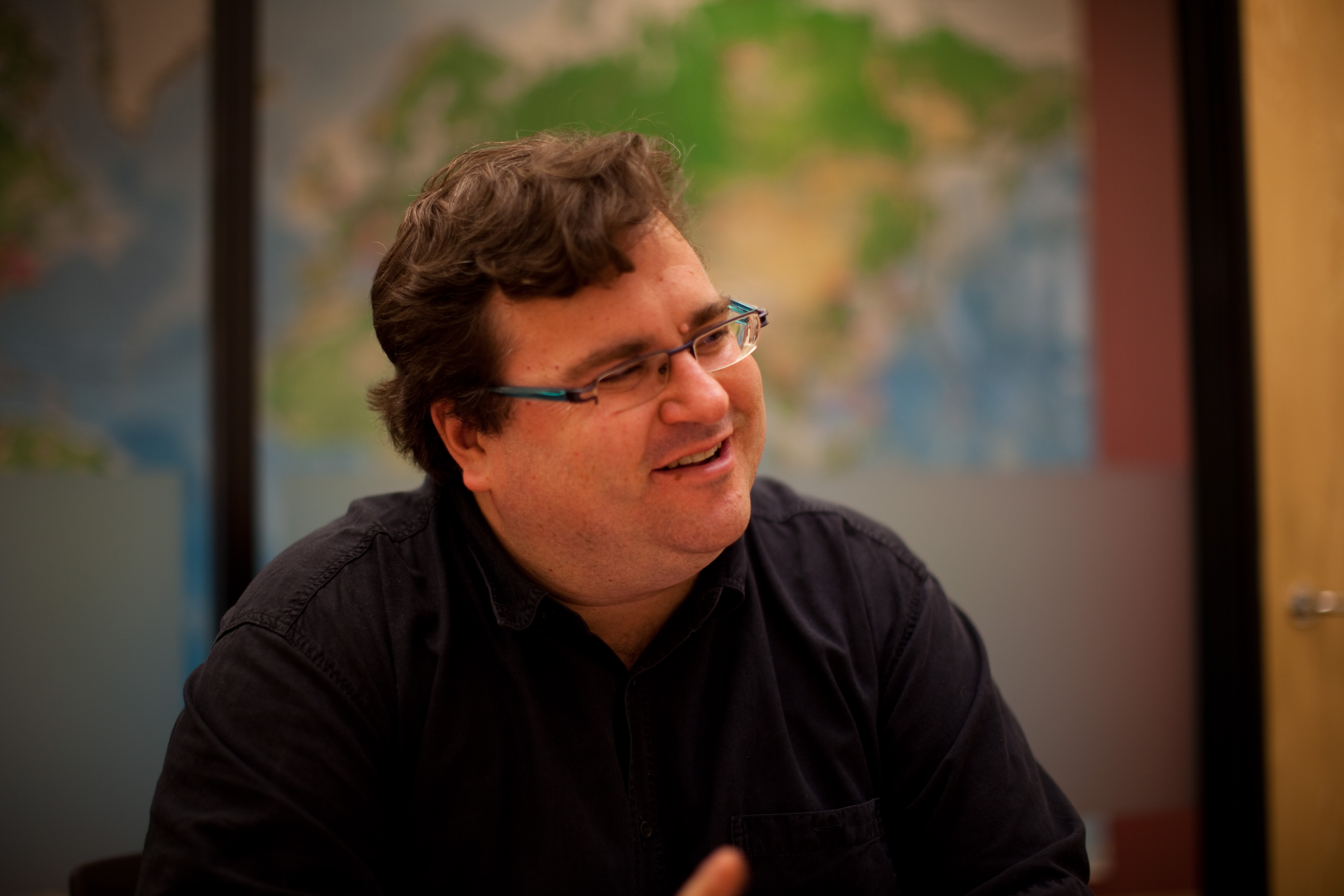
هوفمان يتحدث في إحدى المناسبات

أسس هوفمان لينكد إن في كانون الأول مع اثنين من زملائه، أحدهما الن بلو التي كانت زمليته في الدراسة وزميلته في العمل بشركة فوجيتسو. تم إطلاق الموقع في الخامس من أيار سنة 2003 كأول موقع تواصل اجتماعي متوجه نحو الأعمال. وقد استثمر بيتر ثييل وكيث رابوس -وهم زملاء هوفمان في باي بال- في لينكد إن. وبحلول شهر تشرين الثاني من سنة 2014 كان للينكد إن أكثر من 332 مليون مستخدم في أكثر من 200 مدينة ومقاطعة. يسمح الموقع للمستخدمين بإنشاء ملفاتهم الشخصية والتواصل مع بعضهم البعض، ويمكن للمستخدم أن يدعو أي شخص (سواء كان مستخدما للموقع أو لا) لينضم إلى الموقع. ووفقا لمجلة فوربس «إن لينكد إن، ولحد كبير هو موقع التواصل الاجتماعي الأكثر تميزا المتاح للباحثين عن وظيفة ولرجال الأعمال إلى اليوم».

## أعمال فكرية

### المحادثة
تحدث هوفمان في مؤسسة اكس برايز (بالإنجليزية XPrize) وفي تيد في اللونغ بيتش سنة 2012. وهو يعطي محاضرات بشكل مستمر في جامعة ستانفورد وفي جامعة أكسفورد وفي جامعة هارفارد وفي إم إي تي ميديا لاب وغيرهم. وقد ظهر في برنامج «ذا تشارلي روز شو»، وفي برنامج ساحة الجمهور العالمي الذي يقدمه فريد زكريا على قناة السي إن إن وبرامج تلفزيونية أخرى.